# 발광 연대측정
발광 연대측정(Luminescence dating)은 광물 입자가 태양광이나 충분한 가열에 마지막으로 노출된 기간을 결정하는 연대 측정 방법들을 뜻한다. 이러한 사건이 발생한 시점을 알고 싶어하는 지질학자와 고고학자에게 유용하다. 발광 연대측정법은 다양한 수단을 통해 발광을 자극하고 측정한다.
발광 연대측정에는 광자극발광 연대측정(optically stimulated luminescence, OSL), 적외선자극발광 연대측정(infrared-stimulated luminescence, IRSL) 및 열발광 연대측정(Thermoluminescence dating, TL) 등이 있다. 이 중 광학 연대측정은 일반적으로 TL을 제외한 OSL와 IRSL를 의미한다.

## 조건 및 정확도
모든 퇴적물과 토양에는 칼륨, 우라늄, 토륨, 루비듐과 같은 원소의 방사성 동위원소가 미량 포함되어 있다. 이들은 시간이 지남에 따라 천천히 붕괴되고, 생성되는 이온화 방사선은 석영 및 칼륨장석과 같은 퇴적물의 광물 입자에 흡수된다. 방사선은 구조적으로 불안정한 "전자 트랩"에서 입자 내에 전하가 남아있게 한다. 포획된 전하는 샘플이 묻힌 위치의 배경 복사량에 의해 결정된 속도로 시간이 지남에 따라 축적된다. 빛(OSL의 경우 청색 또는 녹색, IRSL의 경우 적외선) 또는 열(TL의 경우)을 사용하여 이러한 광물 입자를 자극하면 저장된 불안정한 전자 에너지가 방출될 때 발광 신호가 방출되며, 그 강도는 양에 따라 다르다. 매장 중 흡수된 방사선 및 광물의 특정 특성.
대부분의 발광 연대측정 방법은 연대측정 시점에 광물 입자가 충분히 ‘표백’되었다는 가정에 의존한다. 예를 들어 석영에서 매장 전 1-100초 범위의 짧은 일광 노출은 OSL 연대측정 시계를 효과적으로 ‘재설정’하는데 충분하다. 이것은 일반적으로 항상 그런 것은 아니지만, 사구 및 황토와 같은 바람 퇴적물과 일부 수중 퇴적물의 경우이다. 단일 석영 OSL 연령은 일반적으로 BP 100에서 350,000년 사이로 결정될 수 있으며, 적절한 방법을 사용하고, 적절한 검사를 수행할 때 신뢰할 수 있다. 장석은 일반적으로 석영보다 훨씬 더 높은 선량 포화 수준을 가지므로 장석 IRSL 기술은 데이터 범위를 백만 년까지 확장할 가능성이 있지만, 변칙적 퇴색과 관련된 문제를 먼저 처리해야 한다. 연령은 이 범위를 벗어날 수 있지만, 주의해야 한다. OSL 날짜의 불확실성은 일반적으로 샘플연령의 5-10%이다.
OSL 연대측정에는 다중 분취량 및 단일 분취량 재생 선량(SAR)의 두 가지 다른 방법이 있다. 다중 분취량 테스트에서 많은 모래 알갱이가 동시에 자극되고, 결과적인 발광 특성이 평균화된다. 이 기술의 문제점은 작업자가 평균을 내는 개별 수치를 알지 못하기 때문에 샘플에 부분적으로 사전 표백된 곡물이 있는 경우 과장된 연령을 줄 수 있다는 것이다. 다중 분취 방법과 대조적으로 SAR 방법은 개별 모래 알갱이의 매장 연령을 테스트한 다음 플롯된다. 연령을 결정할 때 혼합 예금을 식별하고 고려할 수 있다.

## 역사
고고학적 맥락에서 발광 연대 측정을 사용하는 개념은 1953년 패링턴 다니엘스, 찰스 안소니 보이드 및 도널드 A. 손더스에 의해 처음 제안되었으며, 이들은 도자기 파편의 열 발광 반응이 마지막 가열 발생의 연대를 측정할 수 있다고 생각했다. 고고학적 도자기에 대한 실험적 테스트는 몇 년 후인 1960년에 그뢰글러 등은 다음 수십 년 동안 열발광 연구는 가열된 도자기와 도자기, 탄 부싯돌, 구운 난로 퇴적물, 탄 둔덕에서 나온 오븐 돌 및 기타 가열된 물체에 초점을 맞추었다.
1963년 에잇켄 등은 방해석에 있는 TL 트랩은 열뿐만 아니라 햇빛에 의해 표백될 수 있으며, 1965년에 셸코플리아스와 모로조프는 가열되지 않은 퇴적물의 연대를 측정하기 위해 TL을 처음으로 사용했다. 70년대와 80년대 초반에 걸쳐 육상 및 해양 기원의 지질학적 퇴적물에서 빛에 민감한 트랩의 TL 연대측정이 더 널리 퍼졌다.
광학 자극 발광(OSL)을 사용한 광학 연대측정은 데이비스 헌틀리와 동료들이 1984년에 개발했다. 휘트 등(Hütt et al.)은 1988년에 칼륨장석의 적외선 유도 발광(IRSL) 연대측정을 위한 토대를 마련했다. 전통적인 OSL 방법은 광학 자극과 한 트랩에서 격자의 다른 곳에 위치한 구멍으로 전자를 전달하는 데 의존한다. 가까이에 있기 때문에 파괴적인 기술이다. 문제는 근처의 전자/정공 트래핑 센터가 국부적인 터널링으로 인해 시간이 지남에 따라 신호를 제거한다는 것이다. 현재 OSL 데이트의 상한 연령 제한을 정의하는 것은 이 문제이다.
1994년에 광학 및 열발광 연대측정의 원리가 고대 기념물 및 유물에서 조각된 암석과 같은 화강암, 현무암 및 사암으로 만들어진 표면을 포함하도록 확장되었다. 고대 건물의 발광 연대 측정을 시작한 요안니스 리리치스는 다양한 기념물의 여러 사례에서 이것을 보여주었다.

## 물리학
발광 연대 측정은 다음과 같이 연령을 계산하는 여러 기술 중 하나이다.
- 연령 = (총 흡수 방사선량) / (방사선량률)

방사선량률은 시료와 시료 주변의 방사성 원소(K, U, Th, Rb)의 측정값과 우주선으로부터의 방사선량률로부터 계산된다. 선량률은 일반적으로 0.5 - 5 그레이 /1000년 범위이다. 총 흡수 방사선량은 샘플에서 추출한 특정 광물(보통 석영 또는 칼륨장석)을 빛으로 여기하고 그 결과 방출되는 빛의 양을 측정하여 결정된다. 방출된 빛의 광자는 일반적인 광발광의 측정을 피하기 위해 여기 광자보다 더 높은 에너지를 가져야 한다. 광물 입자가 충분한 일광(석영의 경우 초, 칼륨 장석의 경우 수백 초)에 모두 노출된 샘플은 수명이 0이라고 말할 수 있다. 흥분하면 그러한 광자를 방출하지 않는다. 샘플이 오래될수록 포화 한계까지 더 많은 빛을 방출한다.

## 광물
측정되는 광물은 일반적으로 석영 또는 칼륨장석 모래 크기의 입자 또는 분리되지 않은 실트 크기의 입자이다. 각각의 장단점이 있다. 석영의 경우 일반적으로 청색 또는 녹색 여기 주파수가 사용되며, 근 자외선 방출이 측정된다. 칼륨장석 또는 실트 크기 입자의 경우 일반적으로 근 적외선 작용(IRSL)이 사용되며, 보라색 방출이 측정된다.

## 방사성 탄소 연대 측정과의 비교
탄소-14 연대측정과 달리 발광 연대측정 방법은 연대측정을 위해 퇴적물의 동시대 유기 성분을 요구하지 않는다. 날짜가 측정되는 이벤트 동안 완전히 표백된 석영, 칼륨장석 또는 기타 특정 광물 알갱이일 뿐이다. 이 방법은 또한 해당 퇴적물이 "오래된 탄소"와 혼합되었을 때 날짜를 과대 평가하지 않다. 대기와 같은 동위원소 비율이 아닌 C- 결핍 탄소. 몽골 남부 울란호의 건조대 수역 퇴적물 연대기 연구에서 리 등(Lee et al.)은 일부 샘플에서 OSL과 방사성 탄소 연대가 일치하지만, 다른 샘플에서는 방사성 탄소 연대가 최대 5800년 더 오래되었다는 것을 발견했다.
연령이 서로 다른 퇴적물은 바람 과정에 의해 퇴적된 것으로 결정되었다. 서풍이 유입을 가져왔다. 인접한 토양과 고생대 탄산염 암석의 C- 결핍 탄소는 오늘날에도 활성화되는 과정이다. 이 재작업된 탄소는 측정된 동위원소 비율을 변경하여 잘못된 나이를 제공했다. 그러나 이러한 퇴적물의 바람에 날리는 기원은 OSL 연대측정에 이상적이었다. 대부분의 곡물은 운송 및 매장 중 햇빛 노출에 의해 완전히 표백되었을 것이기 때문이다. 리 등(Lee et al.)은 바람 퇴적물 이동이 특히 건조한 환경의 호수에서 의심되는 경우 OSL 연대측정 방법이 일반적인 ‘오래된 탄소’ 오류 문제를 제거하기 때문에 방사성 탄소 연대 측정 방법보다 우수하다고 결론지었다.

## 다른 용도
발광 연대측정의 장점 중 하나는 유물의 진위여부를 확인하는 데 사용할 수 있다는 것이다. 적절한 저조도 조건에서 수십 밀리그램의 샘플을 사용할 수 있다.

## 연대 범위
발광 연대 측정 방법의 연령 범위는 몇 년(Montret et al., 1992)에서 백만 년 이상(Fattahi M., Stokes S., 2001)까지 확장된다.

## 같이 보기
- 방사능 연대 측정